# Переправа через Лех (1796)
Переправа через Лех 24 августа 1796 года или бои при Киссинге и Леххаузене —  бои между французской Рейнско - Мозельской армией генерала Жана Моро и австрийскими войсками под командованием фельдмаршала Латура, произошедшие в окрестностях города Аугсбурга во время войны Первой коалиции в эпоху французских революционных войн. В результате французы оттеснили рассредоточенные австрийские войска с берега реки и переправились через Лех.

## Перед переправой
После поражений в июле и первой половине августа все австрийские войска эрцгерцога Карла были вынуждены отступить за реку Лех. Но эрцгерцог не сдавался и нашёл единственный победоносный выход. Поскольку Рейнско - Мозельская армия генерала Моро и Самбра - Мааская армия генерала Журдана были разделены рекой Дунай, Карл решил уничтожить их поодиночке и двинул большую часть своей армии на северный берег, оставив на южном Латура, чтобы сдерживать Моро..
Моро понимал это, но ему было приказано действовать на южном берегу Дуная, чтобы не дать австрийцам подкрепить войска, противостоявшие генералу Бонапарту в Италии. На военном совете, состоявшемся 23 августа в бывшей штаб-квартире эрцгерцога Карла в Аугсбурге, Моро и три его командира корпусов (Дезе, Сен-Сир и Ферино) решили организовать диверсионный рейд в Баварию в надежде, что это поможет как Журдану, так и Бонапарту. Первым шагом в этой кампании станет переход через реку Лех, которая течет к востоку от Аугсбурга.
Фельдмаршал Латур расположил свои уменьшившиеся войска на очень обширной территории. Он занял сильную центральную позицию на плато Фридберг, к востоку от Аугсбурга, с 6000 человек. Левое крыло, 12 000 человек, под командованием генерала Фройлиха, было размещено в Шонгау, в тридцати милях к югу, и простиралось к горам Форарльберга и подступам к Тиролю. Правое крыло, 7500 человек, под командованием генерала Меркантини, было рассредоточено вдоль нижнего Леха, недалеко от слияния рек Лех и Дунай. В Ингольштадте на Дунае также стоял отряд .
Моро решил пересечь Лех в трех местах. Ферино должен был перейти у Гаунштеттена, в двух милях к югу от Аугсбурга, Сен-Сир должен был перейти напротив деревни Леххаузен, на восточном берегу напротив Аугсбурга. Дезе с частью левого крыла должен был пересечь брод в Лангвейде, в семи милях к северу, и не дать Меркантини вмешаться в районе Аугсбурга.

## Переправа
В середине августа Лех разлился из-за талых вод, стекавших с Тироля, поэтому некоторые броды были более опасными, чем обычно.
После того, как Дезе, его штаб и небольшая часть кавалерии переправились через брод у Лангвейда, он решил не рисковать и не переправлять остальную часть своего корпуса, а подождать успеха других.
Ферино был более успешным. Первыми французскими войсками, переправившимися через Лех были 3 и 89 полубригады, 4 драгунский полк и часть 8-го гусарского полка, которые переправились недалеко от Гаунштеттена. Затем эти силы захватили деревню Киссинг (в четырех милях к югу от Фридберга) и высоты Моринген, а затем двинулись в сторону Оттмаринга, в двух милях к юго-востоку от Фридберга. Их продвижение было остановлено двумя австрийскими пехотными батальонами и восемью кавалерийскими эскадронами, размещенными в Оттмаринге.
Другие французские эскадроны, которые уже прошли, направились к часовне Святой Афры и большому мосту через Лех южнее Аугсбурга при поддержке пехоты, идущей по левому берегу.
Пока Ферино переходил у Гаунштеттена, Сен-Сир сильной атакой отогнал австрийцев перед Леххаузеном и продолжил переправу по двум бродам. Сен-Сир затем начал ремонтировать мосты через реку. Генерал-адъютант Уэль утонул при этом. Как только они были закончены, остальные войска, резерв и артиллерия перешли на правый берег.
Латур понял об угрожавшей ему опасности и начал спешно отводить войска с позиции у Фридберга в направлении Мюнхена.